# A sevillai borbély (Rossini)
A sevillai borbély (olaszul Il barbiere di Siviglia) Gioachino Rossini kétfelvonásos operája. Szövegkönyvét Cesare Sterbini írta Pierre-Augustin Caron de Beaumarchais színműve nyomán. Ősbemutatójára Almaviva o sia l'inutile precauzione címmel 1816. február 20-án került sor a római Teatro Argentinában. A mű (legalábbis részleteinek) ismertsége túlmutat az operabarátok egyre szűkülő körén: például a világhírű Largo al factotum della città kezdetű ária (Figaro belépője) számos filmben és rajzfilmben felbukkan. Pesten 1820-ban mutatták be német nyelven, majd 1837-ben Szerdahelyi József fordításában magyarul is.

## Szereplők
| Szereplő                      | Hangfekvés                     |
| ----------------------------- | ------------------------------ |
| Almaviva gróf                 | tenor                          |
| Bartolo doktor, Rosina gyámja | basszus                        |
| Rosina                        | alt, mezzoszoprán vagy szoprán |
| Figaro, borbély               | bariton                        |
| Basilio, zenetanár            | basszus                        |
| Berta, Bartolo házvezetőnője  | szoprán vagy mezzoszoprán      |
| Fiorello, Almaviva szolgája   | bariton vagy basszus           |
| Ambrosio, Bartolo szolgája    | basszus vagy bariton           |
| Őrtiszt                       | basszus vagy bariton           |
| Csendőrök, katonák.           |                                |

## Keletkezése, fogadtatása
A nápolyi Teatro Argentina impresszáriója, Sforza-Cesarini rendelte meg a darabot. A szövegkönyvet Rossini javaslatára Cesare Sterbini írta meg, és bizonyos, hogy Rossini aktívan részt vett a libretto kidolgozásában. A téma nagyon népszerű volt a korban: 1782 és 1816 között legalább négy feldolgozását ismerjük, köztük a szintén nápolyi Paisiello és Mozart változatát. A darabot, amit a szerző saját bevallása szerint mindössze tizenhárom nap alatt írt meg, 1816. február 20-án mutatták be. A bemutatót Paisiello hívei – és számos más szerencsétlen körülmény – látványos bukássá tették. A második előadástól kezdve a darab sikeres lett, de a farsangi szezon lejárta miatt a művet mindössze egy hétig játszották. Amikor a darab öt év múlva visszatért Rómába, már egész Itáliában diadalt aratott. Beethoven állítólag azt mondta Rossininek bécsi találkozásukkor 1822-ben: „Adjon nekünk még sok Borbélyt!” A mű azóta is Rossini legismertebb és legtöbbet játszott műve. Egy kimutatás szerint az 5. leggyakrabban játszott opera az Amerikai Egyesült Államokban.
A darab utóélete során sok változtatáson esett át: így például Rosina szerepét Rossini eredetileg (az általa oly kedvelt) koloratúralt hangra írta, ám később transzponálták koloratúrszopránra (pl. Maria Callas, Beverly Sills), ma leggyakrabban mezzoszoprán énekesnők éneklik (Teresa Berganza, Cecilia Bartoli, Jennifer Larmore, Veszelina Kaszarova, Ewa Podleś). Joyce DiDonato ma a leghíresebb alt, aki Rosinát énekli.
Az operát sokáig az opera buffa (vígopera) műfaj legkiemelkedőbb darabjának tartották. Fodor szerint az 1960-as években merült fel más, árnyaltabb értelmezések lehetősége. Így pl. Lamberto Gardelli felfogásában "Rossini operája a szegény Bartolo tragédiája". S valóban: 1960-as felvételén „Gardelli nem a darab ellenállhatatlan vidámságát, bámulatos szellemességét hangsúlyozta, hanem drámaiságát, konfliktusosságát”. Később viszont Claudio Abbado „nem a mű konfliktusosságát, drámaiságát hangsúlyozta, hanem szépségét, eufóniáját és zenei komplexitását. Mintha azt próbálta volna demonstrálni, hogy Rossini darabjában valójában egy Mozart-opera rejlik.”

## Cselekmény

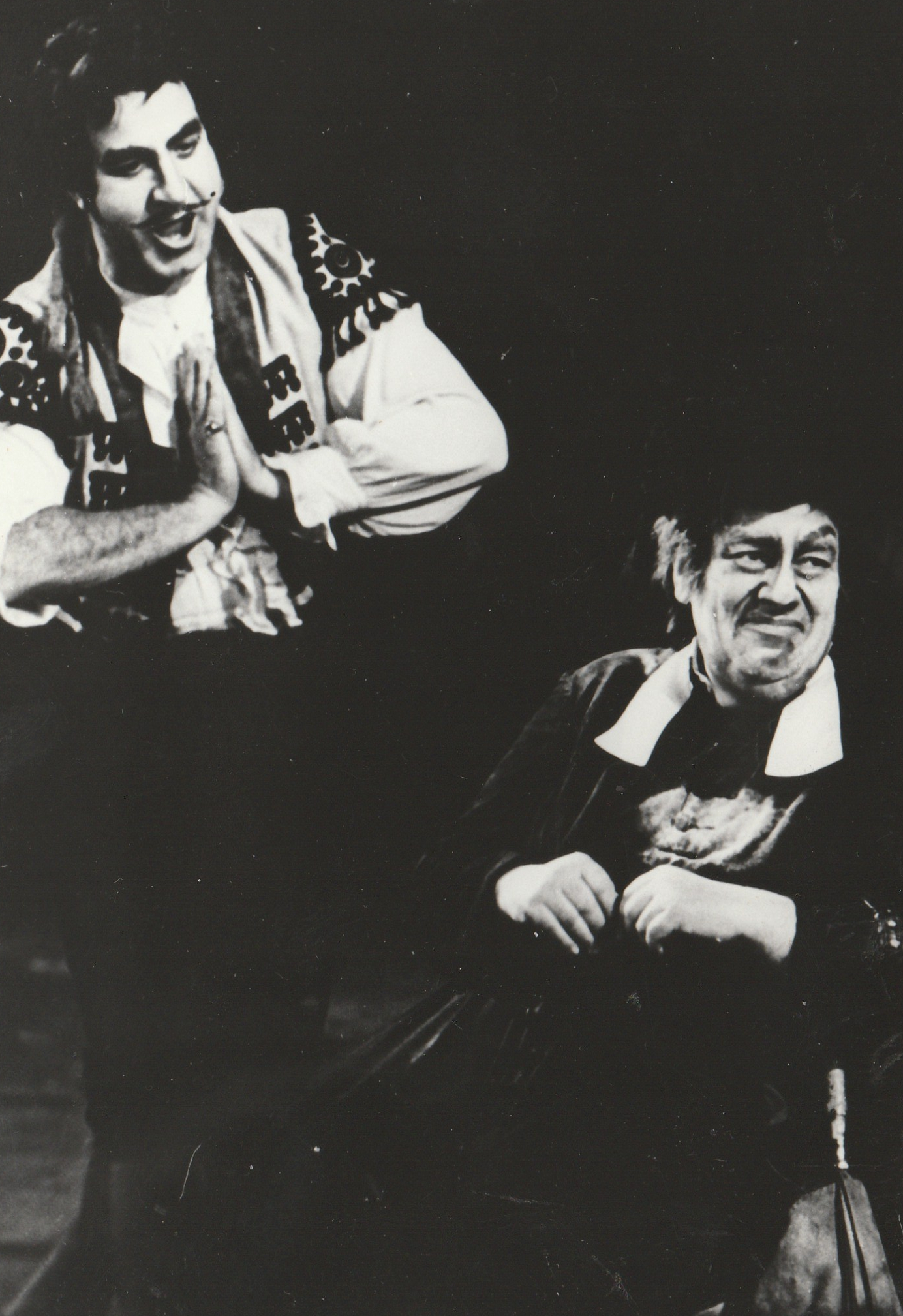
Domahidy László Don Basilio szerepében (mellette Melis György)

Helyszín: Sevilla, Spanyolország
Idő: 17. század közepe

### Első felvonás
Helyszín: Bartolo doktor háza előtti tér
Almaviva Lindoro néven megpróbál szerelme, Rosina közelébe kerülni. Figaro, a borbély segítségét kéri. Bartolo, Rosina gyámja fölöttébb gyanakvó, miután a zenetanár Basilio figyelmeztette, hogy a gróf a városban tartózkodik és háza körül ólálkodik. Figaro tanácsára a gróf katonának öltözik és kvártélyt keresve bekopog Bartolo házába. Eljátssza, hogy részeg, amivel magára vonja az őrök figyelmét. Almaviva azonban az őrtisztnek titokban felfedi grófi rangját, így az őrség rögvest távozik. Bartolo mindezt értetlenül nézi és eltanácsolja az ál-katonát.

### Második felvonás
Helyszín: Bartolo doktor háza
Figaro most azt javasolja Almavivának, hogy zenetanárként próbáljon meg bejutni Bartolo házába. Azt hazudja, hogy Basilio beteg és őt küldte maga helyett. Amikor a muzsikától elfáradt Bartolót elnyomja az álom, az énekóra pásztorórává változik. Figaro elcseni Bartolótól az erkély kulcsát. Amikor beállít Basilio, egy zacskó aranyért hagyja magát megvesztegetni és átengedi a terepet az ál-zenetanárnak. Míg Figaro eltereli a doktor figyelmét, Rosina és Almaviva megtervezik a szökést. Bartolo azonban kiszimatolja a cselszövést és az ál-zenetanárt kirúgja a házból. Basiliót elküldi jegyző után, mert azonnal el akarja venni a lányt. Bebeszéli Rosinának, hogy Lindoro (Almaviva) hűtlen volt hozzá, a lány kétségbeesésében kifecsegi a szökési tervet. Amíg Bartolo elmegy riasztani az őrséget, Figaro és a gróf beosonnak a házba. Almaviva felfedi valódi kilétét és meghazudtolja a doktor szavait. Figaro sürgeti, hogy gyorsan távozzanak, de a létra eltűnt az erkélyről. Megérkezik Basilio és a jegyző. Rosina házasságot köt Almavivával, amelyet a jegyző szentesít. A későn érkező Bartolo kénytelen elfogadni a helyzetet.

## Híres áriák
- Ecco ridente in cielo – Almaviva cavatinája (első felvonás)
- Largo al factotum della città – Figaro belépője (cavatina, első felvonás)
- Se il mio nome – Almaviva szerenádja (canzone, első felvonás)
- All'idea di quell metallo – Almaviva és Figaro kettőse (első felvonás)
- Una voce poco fa – Rosina cavatinája (első felvonás)
- La calunnia è un venticello – Basilio rágalomáriája (első felvonás)
- Dunque io sono – Rosina és Figaro kettőse (első felvonás)
- A un dottor della mia sorte – Bartolo áriája (első felvonás)
- Pace e gioia sia con voi! – Almaviva és Bartolo kettőse (második felvonás)
- Il vechiotto cerca moglie – Berta áriája (második felvonás)

## Fontosabb felvételei
- A magyar felvételek közül kiemelkedik Lamberto Gardelli vezénylésével, 1960-ban készült változat, amelyen a Magyar Rádió Szimfonikus Zenekara kíséretében Melis György, László Margit, Réti József és Székely Mihály adják elő a művet.
- Silvio Varviso az Orchestra e coro Rossini di Napoli élén rögzítette 1965-ben az operát. Manuel Ausensi, Teresa Berganza, Ugo Benelli, valamint Nicolai Ghaurov szerepelnek a felvételen.
- Claudio Abbado többször is felvette az operát. 1972-es felvétele Hermann Prey, Teresa Berganza, Luigi Alva főszereplésével, a London Szimfonikus Zenekarral az egyik legkiemelkedőbb változat. Később felvette Plácido Domingóval, Kathleen Battle-vel és Frank Lopardoval, az Orchestra e Coro del Teatro La Fenice élén (Deutsche Gramofon).
- Tito Gobbi, Maria Callas és a fiatal Luigi Alva énekli a főbb szerepeket a Philharmonia Zenekar és Kórus klasszikus felvételén, Alceo Galliera vezényletével (EMI, 1957).
- Neville Marriner vezényli a Saint-Martin-in-the-Fields Kamarazenekart, a főbb szerepeket Thomas Allen, Agnes Baltsa és Francisco Araiza éneklik. (Philips)
- James Levine 1975-ös felvétele nem kisebb neveket mutat fel a főbb szerepekben, mint Beverly Sills (Rosina), Nicolai Gedda (Almaviva), Sherrill Milnes (Figaro), Renato Capecchi (Bartolo) és Ruggiero Raimondi (Don Basilio).
- DVD-n a referencia-felvétel Jean-Pierre Ponelle könnyen hozzáférhető rendezése. Claudio Abbado vezényel, Figarót Hermann Prey, Rosinát Teresa Berganza, a grófot Luigi Alva játssza. Enzo Dara alakítja Bartolót, Paolo Montarsolo pedig Don Basilio szerepében tündököl. (Deutsche Gramophon, 1972)